# オニゲシ

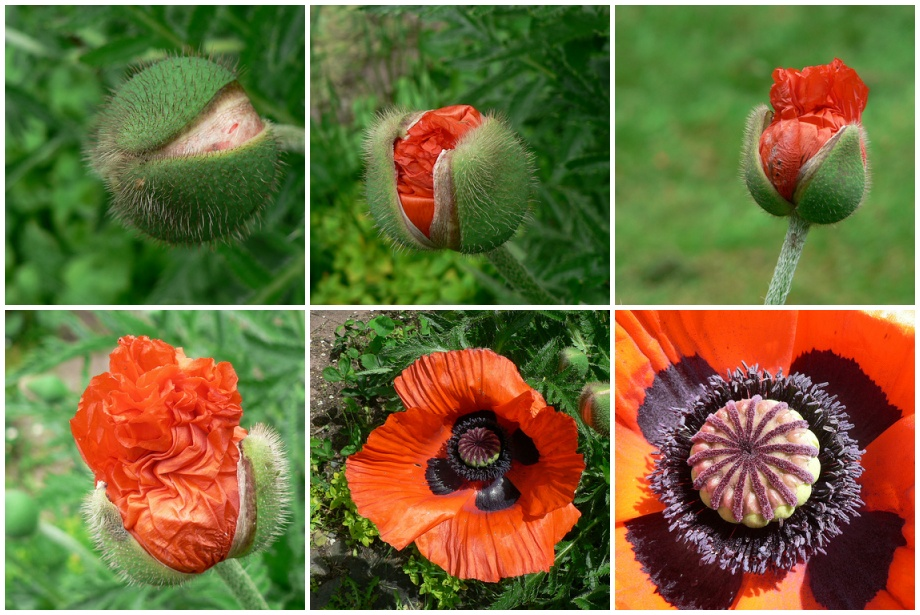
オニゲシのつぼみから開花まで

オニゲシ（鬼芥子または鬼罌粟、学名:Papaver orientale)は、ケシ科ケシ属の多年草。「鬼」の字が悪いイメージを与えると言うことで、園芸上は、英名のオリエンタル・ポピー（Oriental poppy）が使われることが多い。

## 特徴
西アジア原産。秋から早春に生育して春から初夏に開花・結実し、夏の間休眠する宿根草である。高温多湿に弱く、日本の暖地では夏に枯れてしまうことが多く、秋まきの一年草として扱われている。警戒する程では無いが、麻薬では無いモルヒネ類似物質のアルカロイドを含み有毒である。
草丈は50cmから1m程度。葉には羽状の深い切れ込みがあり、葉や茎全体が粗い毛が生えている。晩春から初夏にかけて、1mから1.5mにもなる花茎をだし、花径10～20cmにおよぶ大きな4弁花を咲かせる。花色は、朱色で中心部に大きな黒の斑点があるものが基本だが、サーモンピンクや淡紅色、白、白に赤の覆輪のものなどもあり、栄養繁殖系の品種には八重咲きもある。
モルヒネ類似物質でケシアヘンアルカロイドを含み、麻薬指定成分を乳汁に含むため麻薬及び向精神薬取締法で栽培が禁止されているハカマオニゲシと酷似しているため注意が必要である。

## 栽培
北陸地方・甲信越地方・北関東から北にかけては、植えっぱなしでよく育つが、東海地方以西の地方では、秋分頃に種を蒔くのがよい。種はやや細かいが、育苗箱や苗床にまき、種が見え隠れするくらいに覆土しておくと、1週間くらいで発芽する。大柄な草花なので、株間は50 cmくらいにする。日当たりと排水の良い土地ならよく育つ。